# Laura Spreafico
Laura Spreafico (Erba, 19 giugno 1991) è una cestista italiana.
Guardia di 178 cm,  gioca con la Nazionale italiana.

## Carriera
Dopo sei stagioni alla Pool Comense, nell'estate 2012 è passata al Le Mura Lucca. Nel 2013-14 è ingaggiata da Schio. Dopo il successo in Coppa, si è laureata campionessa d'Italia per la prima volta il 4 maggio 2014.
Nell'estate 2023 torna a Ragusa, dopo l'esperienza al Gernika.

## Statistiche

### Cronologia presenze e punti in Nazionale
| Cronologia completa delle presenze e dei punti in Nazionale - Italia | Cronologia completa delle presenze e dei punti in Nazionale - Italia | Cronologia completa delle presenze e dei punti in Nazionale - Italia | Cronologia completa delle presenze e dei punti in Nazionale - Italia | Cronologia completa delle presenze e dei punti in Nazionale - Italia | Cronologia completa delle presenze e dei punti in Nazionale - Italia | Cronologia completa delle presenze e dei punti in Nazionale - Italia | Cronologia completa delle presenze e dei punti in Nazionale - Italia |
| Data                                                                 | Città                                                                | In casa                                                              | Risultato                                                            | Ospiti                                                               | Competizione                                                         | Punti                                                                | Note                                                                 |
| -------------------------------------------------------------------- | -------------------------------------------------------------------- | -------------------------------------------------------------------- | -------------------------------------------------------------------- | -------------------------------------------------------------------- | -------------------------------------------------------------------- | -------------------------------------------------------------------- | -------------------------------------------------------------------- |
| 26-5-2012                                                            | Pomezia                                                              | Italia                                                               | 56 - 52                                                              | Paesi Bassi                                                          | Torneo amichevole                                                    | 0                                                                    | [ 6 ]                                                                |
| 27-5-2012                                                            | Pomezia                                                              | Italia                                                               | 56 - 58                                                              | Grecia                                                               | Torneo amichevole                                                    | 5                                                                    | [ 7 ]                                                                |
| 12-6-2012                                                            | Riga                                                                 | Lettonia                                                             | 71 - 52                                                              | Italia                                                               | Qual. Euro 2013 - Gruppo E                                           | n.e.                                                                 | [ 8 ]                                                                |
| 7-7-2012                                                             | Contern                                                              | Lussemburgo                                                          | 66 - 88                                                              | Italia                                                               | Qual. Euro 2013 - Gruppo E                                           | 19                                                                   | [ 9 ]                                                                |
| 11-7-2012                                                            | Latina                                                               | Italia                                                               | 68 - 61                                                              | Grecia                                                               | Qual. Euro 2013 - Gruppo E                                           | n.e.                                                                 | [ 10 ]                                                               |
| 14-7-2012                                                            | Vantaa                                                               | Finlandia                                                            | 62 - 82                                                              | Italia                                                               | Qual. Euro 2013 - Gruppo E                                           | 7                                                                    | [ 11 ]                                                               |
| 13-11-2012                                                           | Parma                                                                | Lavezzini Parma                                                      | 57 - 58                                                              | Italia                                                               | Amichevole                                                           | 6                                                                    | [ 12 ]                                                               |
| 18-5-2013                                                            | Bourg-en-Bresse                                                      | Francia                                                              | 72 - 43                                                              | Italia                                                               | Amichevole                                                           | 0                                                                    | [ 13 ]                                                               |
| 19-5-2013                                                            | Roanne                                                               | Francia                                                              | 67 - 39                                                              | Italia                                                               | Amichevole                                                           | 0                                                                    | [ 14 ]                                                               |
| 20-5-2013                                                            | Clermont-Ferrand                                                     | Francia                                                              | 82 - 58                                                              | Italia                                                               | Amichevole                                                           | 0                                                                    | [ 15 ]                                                               |
| 17-5-2014                                                            | Pomezia                                                              | Italia                                                               | 51 - 59                                                              | Gran Bretagna                                                        | Amichevole                                                           | 0                                                                    | [ 16 ]                                                               |
| 18-5-2014                                                            | Pomezia                                                              | Italia                                                               | 48 - 60                                                              | Gran Bretagna                                                        | Amichevole                                                           | 3                                                                    | [ 17 ]                                                               |
| 26-5-2014                                                            | Castel San Pietro Terme                                              | Italia                                                               | 58 - 50                                                              | Paesi Bassi                                                          | Amichevole                                                           | 2                                                                    | [ 18 ]                                                               |
| 30-5-2014                                                            | Louvain-la-Neuve                                                     | Ucraina                                                              | 85 - 56                                                              | Italia                                                               | Torneo amichevole                                                    | 6                                                                    | [ 19 ]                                                               |
| 31-5-2014                                                            | Louvain-la-Neuve                                                     | Belgio                                                               | 76 - 51                                                              | Italia                                                               | Torneo amichevole                                                    | 6                                                                    | [ 20 ]                                                               |
| 1-6-2014                                                             | Louvain-la-Neuve                                                     | Paesi Bassi                                                          | 57 - 55                                                              | Italia                                                               | Torneo amichevole                                                    | 3                                                                    | [ 21 ]                                                               |
| 8-6-2014                                                             | Lucca                                                                | Italia                                                               | 66 - 58                                                              | Estonia                                                              | Qual. Euro 2015 - Girone C                                           | n.e.                                                                 | [ 22 ]                                                               |
| 12-6-2014                                                            | Coimbra                                                              | Portogallo                                                           | 54 - 52                                                              | Italia                                                               | Qual. Euro 2015 - Girone C                                           | 9                                                                    | [ 23 ]                                                               |
| 15-6-2014                                                            | Riga                                                                 | Lettonia                                                             | 70 - 59                                                              | Italia                                                               | Qual. Euro 2015 - Girone C                                           | 5                                                                    | [ 24 ]                                                               |
| 18-6-2014                                                            | Riga                                                                 | Estonia                                                              | 45 - 52                                                              | Italia                                                               | Qual. Euro 2015 - Girone C                                           | 3                                                                    | [ 25 ]                                                               |
| 22-6-2014                                                            | Ragusa                                                               | Italia                                                               | 65 - 52                                                              | Portogallo                                                           | Qual. Euro 2015 - Girone C                                           | 3                                                                    | [ 26 ]                                                               |
| 25-6-2014                                                            | Ragusa                                                               | Italia                                                               | 83 - 68                                                              | Lettonia                                                             | Qual. Euro 2015 - Girone C                                           | 3                                                                    | [ 27 ]                                                               |
| 29-12-2014                                                           | Schio                                                                | Italia                                                               | 66 - 63                                                              | Romania                                                              | Torneo amichevole                                                    | 0                                                                    | [ 28 ]                                                               |
| 15-5-2015                                                            | Roma                                                                 | Italia                                                               | 41 - 46                                                              | Ungheria                                                             | Amichevole                                                           | 0                                                                    | [ 29 ]                                                               |
| 16-5-2015                                                            | Roma                                                                 | Italia                                                               | 62 - 53                                                              | Ungheria                                                             | Amichevole                                                           | 4                                                                    | [ 30 ]                                                               |
| 4-10-2016                                                            | Lucca                                                                | Italia                                                               | 45 - 80                                                              | LBF All Stars                                                        | Amichevole                                                           | 2                                                                    | [ 31 ]                                                               |
| 31-5-2019                                                            | Pordenone                                                            | Italia                                                               | 66 - 69                                                              | Ucraina                                                              | Amichevole                                                           | n.e.                                                                 | [ 32 ]                                                               |
| 1-6-2019                                                             | Ponzano Veneto                                                       | Italia                                                               | 99 - 77                                                              | Ucraina                                                              | Amichevole                                                           | 3                                                                    | [ 33 ]                                                               |
| 14-6-2019                                                            | Broni                                                                | Italia                                                               | 71 - 67                                                              | Bielorussia                                                          | Amichevole                                                           | n.e.                                                                 | [ 34 ]                                                               |
| 15-11-2020                                                           | Riga                                                                 | Rep. Ceca                                                            | 63 - 69                                                              | Italia                                                               | Qual. Euro 2021 - Girone D                                           | n.e.                                                                 | [ 35 ]                                                               |
| 24-11-2022                                                           | Napoli                                                               | Italia                                                               | 78 - 29                                                              | Svizzera                                                             | Qual. Euro 2023 - Girone H                                           | 6                                                                    | [ 36 ]                                                               |
| 27-11-2022                                                           | Napoli                                                               | Italia                                                               | 81 - 60                                                              | Slovacchia                                                           | Qual. Euro 2023 - Girone H                                           | 9                                                                    | [ 37 ]                                                               |
| 9-2-2023                                                             | Lussemburgo                                                          | Lussemburgo                                                          | 51 - 109                                                             | Italia                                                               | Qual. Euro 2023 - Girone H                                           | 10                                                                   | [ 38 ]                                                               |
| 12-2-2023                                                            | Friburgo                                                             | Svizzera                                                             | 63 - 79                                                              | Italia                                                               | Qual. Euro 2023 - Girone H                                           | 6                                                                    | [ 39 ]                                                               |
| 3-6-2023                                                             | Atene                                                                | Croazia                                                              | 57 - 82                                                              | Italia                                                               | Torneo amichevole                                                    | 9                                                                    | [ 40 ]                                                               |
| 4-6-2023                                                             | Atene                                                                | Italia                                                               | 93 - 40                                                              | Grecia                                                               | Torneo amichevole                                                    | 0                                                                    | [ 41 ]                                                               |
| 11-6-2023                                                            | Pordenone                                                            | Italia                                                               | 65 - 70                                                              | Germania                                                             | Amichevole                                                           | 8                                                                    | [ 42 ]                                                               |
| 15-6-2023                                                            | Tel Aviv                                                             | Italia                                                               | 58 - 61                                                              | Rep. Ceca                                                            | EuroBasket 2023 - Primo turno, Gruppo B                              | 9                                                                    | [ 43 ]                                                               |
| 16-6-2023                                                            | Tel Aviv                                                             | Israele                                                              | 68 - 88                                                              | Italia                                                               | EuroBasket 2023 - Primo turno, Gruppo B                              | 16                                                                   | [ 44 ]                                                               |
| 18-6-2023                                                            | Tel Aviv                                                             | Belgio                                                               | 72 - 64                                                              | Italia                                                               | EuroBasket 2023 - Primo turno, Gruppo B                              | 8                                                                    | [ 45 ]                                                               |
| 19-6-2023                                                            | Tel Aviv                                                             | Montenegro                                                           | 63 - 49                                                              | Italia                                                               | EuroBasket 2023 - Ottavi di finale                                   | 4                                                                    | [ 46 ]                                                               |
| 9-11-2023                                                            | Vigevano                                                             | Italia                                                               | 76 - 67                                                              | Grecia                                                               | Qual. Euro 2025 - Girone I                                           | 6                                                                    | [ 47 ]                                                               |
| 12-11-2023                                                           | Amburgo                                                              | Germania                                                             | 53 - 70                                                              | Italia                                                               | Qual. Euro 2025 - Girone I                                           | 0                                                                    | [ 48 ]                                                               |
| 23-5-2025                                                            | Mons                                                                 | Belgio                                                               | 83 - 70                                                              | Italia                                                               | Amichevole                                                           | 10                                                                   | [ 49 ]                                                               |
| 25-5-2025                                                            | Kortrijk                                                             | Belgio                                                               | 64 - 61                                                              | Italia                                                               | Amichevole                                                           | 5                                                                    | [ 50 ]                                                               |
| 31-5-2025                                                            | Inca                                                                 | Grecia                                                               | 52 - 65                                                              | Italia                                                               | Torneo amichevole                                                    | 13                                                                   | [ 51 ]                                                               |
| 1-6-2025                                                             | Inca                                                                 | Spagna                                                               | 57 - 42                                                              | Italia                                                               | Torneo amichevole                                                    | 3                                                                    | [ 52 ]                                                               |
| 10-6-2025                                                            | Brno                                                                 | Rep. Ceca                                                            | 48 - 74                                                              | Italia                                                               | Amichevole                                                           | 8                                                                    | [ 53 ]                                                               |
| 11-6-2025                                                            | Brno                                                                 | Rep. Ceca                                                            | 67 - 68                                                              | Italia                                                               | Amichevole                                                           | 6                                                                    | [ 54 ]                                                               |
| 13-6-2025                                                            | Castenaso                                                            | Italia                                                               | 79 - 41                                                              | Montenegro                                                           | Amichevole                                                           | 11                                                                   | [ 55 ]                                                               |
| 18-6-2025                                                            | Bologna                                                              | Serbia                                                               | 61 - 70                                                              | Italia                                                               | EuroBasket 2025 - Girone B                                           | 0                                                                    | [ 56 ]                                                               |
| 19-6-2025                                                            | Bologna                                                              | Italia                                                               | 77 - 66                                                              | Slovenia                                                             | EuroBasket 2025 - Girone B                                           | 0                                                                    | [ 57 ]                                                               |
| 24-6-2025                                                            | Atene                                                                | Italia                                                               | 76 - 74 dts                                                          | Turchia                                                              | EuroBasket 2025 - Quarti di finale                                   | n.e.                                                                 | [ 58 ]                                                               |
| 27-6-2025                                                            | Atene                                                                | Italia                                                               | 64 - 66                                                              | Belgio                                                               | EuroBasket 2025 - Semifinale                                         | 3                                                                    | [ 59 ]                                                               |
| 29-6-2025                                                            | Atene                                                                | Francia                                                              | 54 - 69                                                              | Italia                                                               | EuroBasket 2025 - Finale 3º posto                                    | 0                                                                    | 3º posto                                                             |
| Totale                                                               |                                                                      | Presenze                                                             | 55                                                                   |                                                                      | Punti                                                                | 239                                                                  |                                                                      |

## Palmarès
- Campionato italiano: 2
Pall. Femm. Schio: 2013-2014, 2014-2015
- Coppa Italia: 2
Pall. Femm. Schio: 2014, 2015
- Supercoppa italiana: 2
Pall. Femm. Schio: 2013, 2014